# 電子情書
《電子情書》（英語：You've Got Mail）是1998年美國的一部浪漫喜劇電影，由導演諾拉·艾芙倫執導，湯·漢斯和美琪·賴恩主演。劇本是諾拉·艾芙倫和迪莉婭·艾芙倫由1937年米克羅斯·拉斯洛的《Parfumerie》一劇得到的靈感。故事內容是兩個透過電子郵件傳情的人，不知道彼此同時也是生意上的競爭對手。電子情書的片名是一個置入性行銷的範例, 本片的英文原名「You've Got Mail」是出自美國網路公司美國在線(AOL)的用戶收到新的郵件時，會聽到的招牌問候語。

## 劇情
凱薩琳·凱莉正和一位《紐約觀察報 》的左派作家法蘭克·納瓦斯基交往。法蘭克總是在找機會聲援社會底層的人士。當法蘭克全心投入在他的打字機上頭時，凱薩琳卻比較喜歡用笔记本电脑登入她的《美国在线》電子信箱。她使用的用户名稱是「小店女孩」，而她遇到了一位叫做「紐約152」的用戶，這用戶的真實姓名是喬·法克斯，他們是在「30以上」聊天室裡第一次見面。當凱薩琳的聲音讀著信時，她也揭開了線上關係的疆界，就是沒有特定聯繫，沒有名字、職業，或是階級，甚至也沒有家庭聯繫。喬來自於經營法克斯書局的法克斯家族，那是間超大型連鎖書店。凱薩琳則是經營一間由母親傳承給她的，叫做「街角書坊」的獨立書店。兩位主角分別表示他們對工作的不同觀點，也透露出了他們常在曼哈頓的上西城這周遭打轉。喬是因為工作來到這區，正在和他的好友，負責分店管理的凱文，一起評估在紐約市開一間新的法克斯書局的可能性。凱薩琳則是和他的三位書店助理，喬治、柏蒂阿姨，和克里斯汀娜每日經營著他們的小書店。
某天，因為他十一歲大的親戚安娜貝爾和她四歲半弟弟馬修的緣故，喬走進了凱薩琳的書店，而他那兩位親戚則經歷了一段故事時光。喬和凱薩琳的對話則顯示出凱薩琳對於法克斯書店即將在街角開幕的恐懼。喬則隱瞞了自己的身分，接著帶著孩子倉促離去。在該週一場專為紐約書業舉辦的出版派對上，喬和凱薩琳又再度碰面，凱薩琳發現了喬的真實身分，大罵他是個騙子跟間諜，喬則以貶低凱薩琳的書店作為反擊。
「街角書店」每況愈下，凱薩琳則在走進法克斯書店時發現到那是個充滿輕鬆與友善氣息的地方，但卻沒有像她自己的書店一樣對童書充滿熱情。她的員工紛紛離去，克里斯汀娜正在求職，喬治則在法克斯書店的童書部分找到工作，而柏蒂阿姨選擇了退休。
當兩位主角決定在現實生活碰面時，喬發現了原來凱薩琳就是他一直在網路上互動的對象。起初他決定不要去和她碰面，但後來他決定在不揭曉自己網路身分下和凱薩琳見面，導致了雙方衝突加劇。喬後來還是繼續在網路上與凱薩琳互動，也向她道歉，並且保證會告訴她為什麼那天失約的原因。
而在雙方後來都跟原本交往對象分手後，喬了解到他對凱薩琳的真實感受，就開始與她建立真實世界中的關係，同時也繼續對他的網路身分保密。他為凱薩琳和他自己的網路身分（還有他的寵物狗布林克利）安排了一場會面；而在前往會面點時，凱薩琳聽見了喬呼喚布林克利的聲音，也了解到她網友的真實身分原來就是喬·法克斯，而凱薩琳自己，也了解到自己是愛著喬的。

## 演員
- 湯·漢斯 飾演 Joe "NY152" Fox
- 美琪·賴恩 飾演 Kathleen "Shopgirl" Kelly
- 帕克·波西 飾演 Patricia Eden
- 珍·史塔波頓 飾演 Birdie Conrad
- 格雷戈·金尼爾 飾演 Frank Navasky
- 史提夫·扎恩 飾演 George Pappas
- 希瑟·伯恩斯（英语：Heather Burns） 飾演 Christina Plutzker
- 戴夫·查普爾 飾演 Kevin Jackson
- 達布尼·寇曼 飾演 Nelson Fox
- 約翰·蘭多夫（英语：John Randolph (actor)） 飾演 Schuyler Fox
- 黛博拉·拉什 飾演 Veronica Grant
- 哈莉·荷里希（英语：Hallee Hirsh） 飾演 Annabel Fox
- Jeffrey Scaperrotta 飾演 Matthew Fox
- 卡拉·西摩爾（英语：Cara Seymour） 飾演 Gillian Quinn
- 凱蒂·芬納蘭（英语：Katie Finneran） 飾演 Maureen
- 莎拉·拉米爾茲（英语：Sara Ramirez） 飾演 Rose，Zabar的收銀員
- 邁克·巴達魯科 飾演 Charlie
- Veanne Cox（英语：Veanne Cox） 飾演 Miranda Margulies
- 玲子·艾爾斯沃斯 飾演 感恩節來賓
- 克里斯·梅希納 飾演 Fox Books salesperson